# جون نيلي
جون نيلي (بالإنجليزية: John Neely)‏ هو عازف جاز أمريكي، ولد في 29 يناير 1930 في شيكاغو في الولايات المتحدة، وتوفي في 8 أكتوبر 1994 في ريتشون بارك في الولايات المتحدة.

## وصلات خارجية
- جون نيلي على موقع ميوزك برينز (الإنجليزية)
- جون نيلي على موقع أول ميوزيك (الإنجليزية)
- جون نيلي على موقع ديسكوغز (الإنجليزية)